# Tuukka Taponen
Tuukka Taponen (Lohja, 26 ottobre 2006) è un pilota automobilistico finlandese, nel 2021 ha vinto il Campionato del Mondo CIK-FIA.
Dal novembre del 2022 è entrato nella Scuderia Ferrari Driver Academy.

## Carriera

### Kart e Formula 4
Taponen inizia a correre in kart da giovanissimo nel 2017. Al suo primo anno riesce a vincere il Campionato finlandese juniores nella classe Raket e si ripete nel 2019 nella classe OK Junior. Nel 2020 è arrivato secondo nella classe OK Junior del Campionato del Mondo Karting. L'anno seguente, passato nella classe OK, ottiene sia la vittoria nella  WSK Open Cup e nel Campionato del Mondo Karting.
Dopo due anni nella Formula Academy Finland nel 2023 si unisce al team Mumbai Falcons correndo nella Formula 4 degli Emirati Arabi Uniti. Il pilota finlandese ottiene la sua prima vittoria a Kuwait davanti a James Wharton. Mentre nel round di Dubai conquista una tripletta di vittorie,  a fine della stagione chiude al secondo posto in classifica dietro a Wharton.
Nel resto dell'anno corre con il team Prema Racing nella Formula 4 italiana e nella neonata serie Euro 4. Nella gara uno di Misano Taponen ottiene la sua prima vittoria nella serie davanti a Arvid Lindblad. Nel resto della stagione ottiene altri sei podi chiudendo quinto in classifica piloti.

### Formula Regional
Nell'inverno nel 2024 partecipa alla Formula Regional Middle East con il team R-ace GP. Riesce ad ottenere cinque vittorie, tre ad Yas Marina e due a Dubai. Grazie a questi risultati diviene campione nella serie davanti a Taylor Barnard e Rafael Câmara.
Nel resto del anno prende parte, sempre con il team francese alla Formula Regional europea. La prima vittoria arriva nella prima corsa di Zandvoort davanti a Rafael Câmara. Nel round successivo al Hungaroring, il finlandese ottiene un weekend perfetto conquistando due vittorie, due Pole position e due giri veloci. Al Mugello ottiene la sua quarta vittoria stagionale davanti al italiano Brando Badoer. Nel resto della stagione ottenne altri due podi chiudendo la stagione al terzo posto dietro Rafael Câmara e James Wharton. 
Nel novembre dello stesso anno prende parte al Gran Premio di Macao con il team R-ace GP. 

### Formula 3
Nel 2024 prende parte anche al round di Spa-Francorchamps valido per il Campionato FIA di Formula 3 sostituendo Nikola Tsolov per il team ART Grand Prix. Per la stagione 2025 passa a tempo piano nella serie guidando per il team francese. 

## Risultati

### Riassunto della carriera
| Stagione | Serie                         | Team                          | Gare | Vittorie | Pole | GPV | Podi | Punti | Pos. |
| -------- | ----------------------------- | ----------------------------- | ---- | -------- | ---- | --- | ---- | ----- | ---- |
| 2021     | Formula Academy Finland       | Koiranen Kemppi Motorsport    | 2    | 2        | ?    | ?   | ?    | ?     | ?    |
| 2022     | Formula Academy Finland       | Koiranen Kemppi Motorsport    | 5    | 5        | 2    | 4   | 5    | 125   | 6º   |
| 2023     | Formula 4 Emirati Arabi Uniti | Mumbai Falcons Racing Limited | 15   | 4        | 2    | 2   | 10   | 212   | 2º   |
| 2023     | Formula 4 italiana            | Prema Racing                  | 18   | 1        | 1    | 0   | 4    | 145   | 5º   |
| 2023     | Campionato Euro 4             | Prema Racing                  | 6    | 0        | 0    | 0   | 0    | 102   | 5º   |
| 2024     | Formula Regional Middle East  | R-ace GP                      | 15   | 5        | 5    | 7   | 9    | 100   | 1º   |
| 2024     | Formula Regional europea      | R-ace GP                      | 20   | 4        | 3    | 2   | 7    | 198   | 3º   |
| 2024     | Formula 3                     | ART Grand Prix                | 2    | 0        | 0    | 0   | 0    | 0     | 31º  |
| 2025     | Formula 3                     | ART Grand Prix                | 15   | 0        | 0    | 0   | 2    | 52*   |      |

*Stagione in corso.

### Risultati in Formula 4 EAU
(legenda) (Le gare in grassetto indicano la pole position) (Le gare in corsivo indicano Gpv)
| Anno | Team                          | 1   | 2   | 3   | 4   | 5   | 6   | 7   | 8   | 9   | 10  | 11  | 12  | 13  | 14  | 15  | Punti | Pos. |
| ---- | ----------------------------- | --- | --- | --- | --- | --- | --- | --- | --- | --- | --- | --- | --- | --- | --- | --- | ----- | ---- |
| 2023 | Mumbai Falcons Racing Limited | DUB | DUB | DUB | KUW | KUW | KUW | KUW | KUW | KUW | DUB | DUB | DUB | ABU | ABU | ABU | 212   | 2º   |
| 2023 | Mumbai Falcons Racing Limited | 9   | 2   | 2   | 6   | 3   | Rit | 3   | 1   | 34  | 1   | 1   | 1   | 2   | 2   | Rit | 212   | 2º   |

### Risultati in Formula 4 Italiana
(legenda) (Le gare in grassetto indicano la pole position) (Le gare in corsivo indicano Gpv)
| Anno | Team         | 1   | 2   | 3   | 4   | 5   | 6   | 7   | 8   | 9   | 10  | 11  | 12  | 13  | 14  | 15  | 16  | 17  | 18  | 19  | 20  | 21  | Punti | Pos. |
| ---- | ------------ | --- | --- | --- | --- | --- | --- | --- | --- | --- | --- | --- | --- | --- | --- | --- | --- | --- | --- | --- | --- | --- | ----- | ---- |
| 2023 | Prema Racing | IMO | IMO | IMO | MIS | MIS | MIS | SPA | SPA | SPA | MNZ | MNZ | MNZ | LEC | LEC | LEC | MUG | MUG | MUG | VAL | VAL | VAL | 196   | 5º   |
| 2023 | Prema Racing | 9   | 9   | 28† | 1   | 4   | 5   | 7   | 18  | 7   | 3   | 27† | 17  | 4   | 2   | 3   | 15  | 4   | 5   | 2   | 2   | 3   | 196   | 5º   |

*Stagione in corso.

### Risultati Formula Regional Middle East
(legenda) (Le gare in grassetto indicano la pole position) (Le gare in corsivo indicano Gpv)
| Stagione | Squadra  | 1   | 2   | 3   | 4   | 5   | 6   | 7   | 8   | 9   | 10  | 11  | 12  | 13  | 14  | 15  | Punti | Pos. |
| -------- | -------- | --- | --- | --- | --- | --- | --- | --- | --- | --- | --- | --- | --- | --- | --- | --- | ----- | ---- |
| 2024     | R-ace GP | ABU | ABU | ABU | ABU | ABU | ABU | DUB | DUB | DUB | ABU | ABU | ABU | ABU | ABU | ABU | 255   | 1°   |
| 2024     | R-ace GP | 2   | 6   | 4   | 1   | 4   | 1   | 2   | 7   | 2   | 2   | 5   | 1   | 1   | 5   | 1   | 255   | 1°   |

### Risultati Formula Regional europea
(legenda) (Le gare in grassetto indicano la pole position) (Le gare in corsivo indicano Gpv)
| Stagione | Squadra  | 1   | 2   | 3   | 4   | 5   | 6   | 7   | 8   | 9   | 10  | 11  | 12  | 13  | 14  | 15  | 16  | 17  | 18  | 19  | 20  | Punti | Pos. |
| -------- | -------- | --- | --- | --- | --- | --- | --- | --- | --- | --- | --- | --- | --- | --- | --- | --- | --- | --- | --- | --- | --- | ----- | ---- |
| 2024     | R-ace GP | HOC | HOC | SPA | SPA | ZAN | ZAN | HUN | HUN | MUG | MUG | LEC | LEC | IMO | IMO | RBR | RBR | CAT | CAT | MNZ | MNZ | 198   | 3º   |
| 2024     | R-ace GP | 2   | 9   | 13  | 5   | 1   | 6   | 1   | 1   | 1   | 5   | 5   | Rit | 2   | Rit | 12  | Rit | 2   | Rit | 9   | Rit | 198   | 3º   |

### Risultati Formula 3
(legenda) (Le gare in grassetto indicano la pole position) (Le gare in corsivo indicano Gpv)
| Anno | Team           | 1   | 2   | 3   | 4   | 5   | 6   | 7   | 8   | 9   | 10  | 11  | 12  | 13  | 14  | 15  | 16  | 17  | 18  | 19  | 20  | Punti | Pos. |
| ---- | -------------- | --- | --- | --- | --- | --- | --- | --- | --- | --- | --- | --- | --- | --- | --- | --- | --- | --- | --- | --- | --- | ----- | ---- |
| 2024 | ART Grand Prix | SAK | SAK | MEL | MEL | IMO | IMO | MON | MON | CAT | CAT | RBR | RBR | SIL | SIL | HUN | HUN | SPA | SPA | MNZ | MNZ | 0     | 31º  |
| 2024 | ART Grand Prix |     |     |     |     |     |     |     |     |     |     |     |     |     |     |     |     | 16  | Rit |     |     | 0     | 31º  |
| 2025 | ART Grand Prix | AUS | AUS | SAK | SAK | IMO | IMO | MON | MON | CAT | CAT | RBR | RBR | SIL | SIL | SPA | SPA | HUN | HUN | MON | MON | 36*   |      |
| 2025 | ART Grand Prix | 13  | 20  | 3   | 4   | 7   | 4   | 2   | 7   | Rit | 19  | Rit | 20  | 18  | 10  | 19  | C   |     |     |     |     | 36*   |      |